# Arnold E. Samuelson

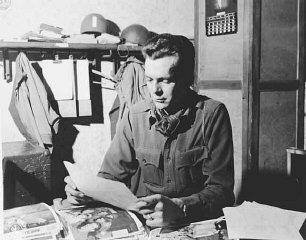
Retrato do fotógrafo do americano Arnold E. Samuelson. França, 1944-1945, cortesia de J. Malan Heslop, Museu Memorial do Holocausto dos Estados Unidos.

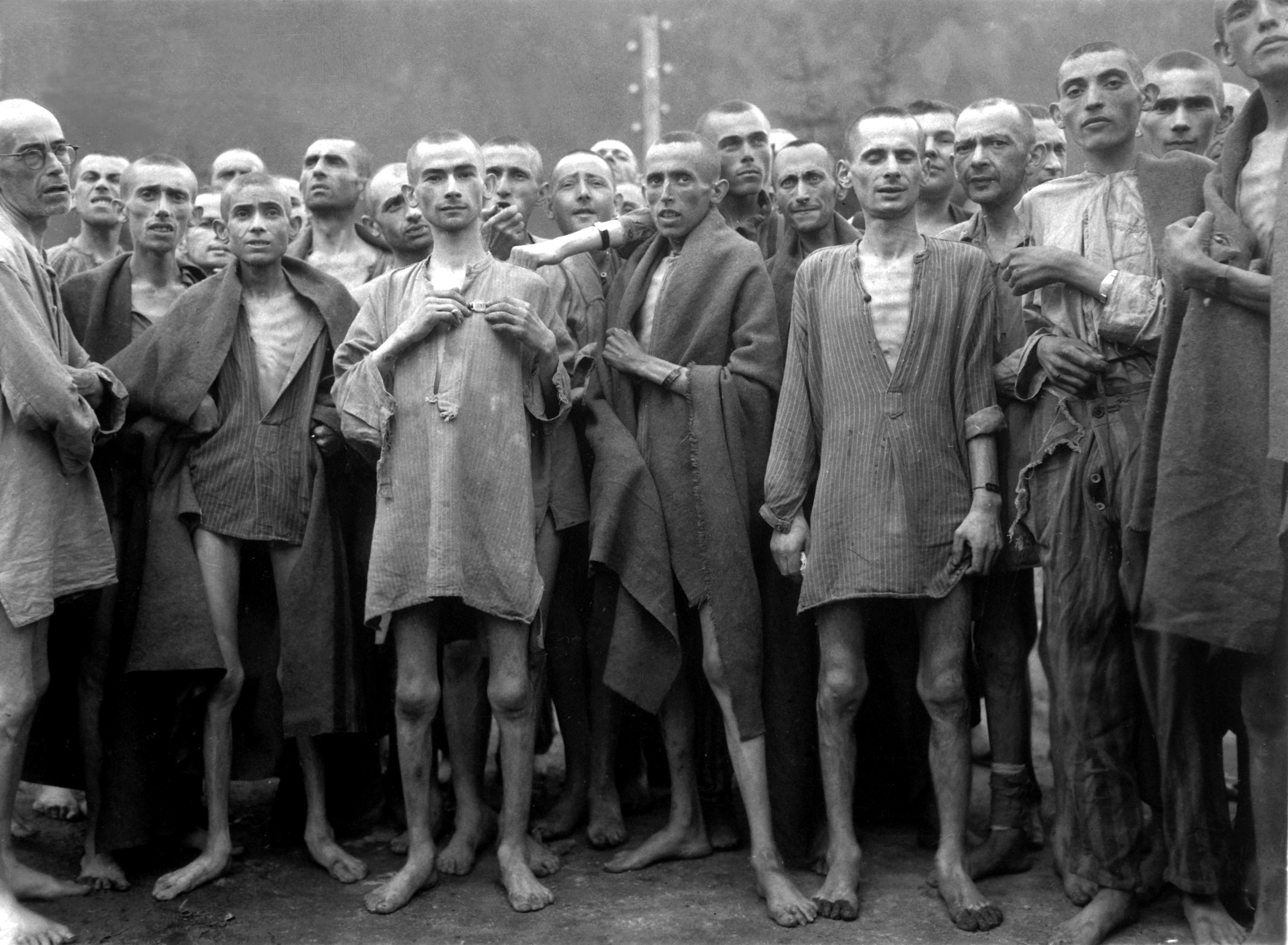
Fotografia dos prisioneiros de Mauthausen, por Arnold E. Samuelson.

Arnold E. Samuelson (1917-2002) foi um fotógrafo de guerra durante a Segunda Guerra Mundial. Ele esta entre os primeiros fotógrafos aliados a documentar os crimes de guerra nazistas.
Antes da entrada dos Estados Unidos na Segunda Guerra Mundial, Samuelson trabalhou para a Eastman Kodak Company em Portland, Oregon. Em maio de 1942, Samuelson entrou para o Exército dos Estados Unidos. Ele serviu nas Forças Aéreas do Exército, tendo posteriormente ingressado no Signal Corps, em janeiro de 1943.
Três meses depois do Dia D, em 6 de junho de 1944, Samuelson desembarcou nas praias da Normandia com a 167ª Signal Photographic Company e começou a documentar a atuação militar dos Aliados na França e na Bélgica.
Ele esteve na Batalha do Bulge (dezembro de 1944) e, em 1945, recebeu o comando da Unidade de Designação de Combate nº 123. Essa unidade consistia em dois cinegrafistas, John O'Brian e Edward Urban, e dois fotógrafos, J. Malan Heslop e Walter McDonald.
O grupo de Samuelson serviu inicialmente com a 9ª Divisão Blindada, avançando até Leipzig. Em seguida foi anexado à 80ª Divisão de Infantaria enquanto se movia para o sul, em direção a Baviera e a Áustria.
Nesta campanha a equipe de Samuelson foi a primeira dos Aliados a registrar os crimes nazistas e a situação dos prisioneiros nos campos de concentração, em Lenzing e Ebensee, dois subcampos do campo de concentração de Mauthausen, na Áustria.

## Ligações Externas
- Museu Memorial do Holocausto dos Estados Unidos - Arnold E. Samuelson